# Impost inflació
El concepte impost inflació enuncia que la inflació és un impost des del govern cap als ciutadans, ja que augmentaria la liquiditat del primer en detriment dels estalvis del segon La inflació monetària redistribueix valor econòmic dels tenidors d'actius monetaris als primers a rebre els nous actius recentment creats, de la mateixa manera que la devaluació d'una moneda metàl·lica (barrejant el metall amb altres més barats) permet a l'emissor de la moneda apropiar-se de part del valor.
Quan l'emissor és un banc central, la impressió de nous bitllets (o, més recentment, el seu equivalent electrònic) permet als primers receptors (generalment els governs a través d'instruments de deute públic) utilitzar aquest nou diners abans que els efectes d'una major base monetària es distribueixin per l'economia, és a dir abans que pugin els preus. Aquest efecte pot utilitzar com una via més de finançament de la despesa pública, amb l'avantatge que és un impost encobert els efectes es noten amb un retard de mesos o fins i tot anys (depenent de la velocitat de flux monetari).
Fins al segle xx, la inflació com a impost s'utilitzava principalment en temps de guerra, per evitar els efectes negatius de les pujades d'impostos directes sobre l'opinió pública. Els últims emperadors romans famosament van pagar a les legions en denaris devaluats, provocant motins, desercions i fins i tot cops d'estat. Amb la difusió del paper moneda es va facilitar encara més aquesta possibilitat i es va ampliar la seva utilització. El 1923 la República de Weimar va utilitzar quantitats creixents de reichsmarks per pagar als obrers del Ruhr durant la seva vaga contra l'ocupació francesa. Roosevelt va devaluar el dòlar el 1935 (i va confiscar l'or en mans privades) per finançar els plans de despesa pública del New Deal. El 1971 Richard Nixon, per finançar la guerra a Vietnam, va suspendre definitivament la convertibilitat del dòlar amb l'or.
- Dioclecià (devaluació del denari de plata)
- República de Weimar (hiperinflació) 1923
- Zimbabwe 2007
- Imperi Austrohongarès 1922
- Veneçuela
- Argentina 1990
- Sèrbia (Iugoslàvia) 1991
- USA (dòlar continental, greenbacks, dòlar confederat, 1935, 1971)
- Espanya 1992-1994